# هیرششتاین
هیرششتاین (به آلمانی: Hirschstein) یک شهر در آلمان است که در Meissen واقع شده‌است. هیرششتاین ۲٬۴۲۸ نفر جمعیت دارد.